# Лудвиг I фон Еверщайн
Лудвиг I фон Еверщайн „Стари“ (на немски: Ludwig I von Everstein; * пр. 1206; † 15 септември 1284) е граф на Еверщайн в Долна Саксония.
Той е син на граф Албрехт IV фон Еверщайн († 19 септември 1214) и първата му съпруга, на която името не е известно. Баща му се жени втори път между 1198 и 1202 г. за Агнес Баварска фон Вителсбах († сл. 1219), вдовица на вилдграф Герхард I фон Кирбург († сл. 1198), дъщеря на пфалцграф Ото VII фон Вителсбах († 1189).

## Фамилия
Лудвиг фон Еверщайн се жени за графиня Адела (София) фон Глайхен-Тона († 1266), дъщеря на граф Ламберт II фон Глайхен-Тона († 1227) и София фон Ваймар-Орламюнде († 3 септември 1244)
Те имат децата:
- Албрехт фон Еверщайн (* пр. 1254; † 1289? в Любек), женен за Марианна († сл. 1283), баща на Алберт (Албрехт) рицар Албертсен († сл. 1330)
- Мехтилд († сл. 1271/1283), омъжена за Бодо фон Хомбург († сл. 1303)
- Лудвиг (2) (* пр. 1266; † 1 май 1312/1318), женен за Гертруд (Дрюдеке) фон Дасел и Шоненберг († сл. 1277/1288)
- Ото (1) (* пр. 1266; † сл. 2 февруари 1313)
- Бернхард (* пр. 1266; † сл. 1302)
- дете († сл. 1242)
- София († сл. 1278)